# Trogodesmus bicolor
Trogodesmus bicolor är en mångfotingart som beskrevs av Pocock 1895. Trogodesmus bicolor ingår i släktet Trogodesmus och familjen orangeridubbelfotingar. Inga underarter finns listade i Catalogue of Life.